# Rick Nolan
Rick Nolan właściwie Richard Michael Nolan (ur. 17 grudnia 1943 w Brainerd, zm. 17 października 2024 w Nisswie) – amerykański polityk, członek Partii Demokratycznej.

## Działalność polityczna
Od 1969 do 1973 zasiadał w Izbie Reprezentantów Minnesoty. W okresie od 3 stycznia 1975 do 3 stycznia 1981 przez trzy kadencje był przedstawicielem 6. okręgu, a od 3 stycznia 2013 do 3 stycznia 2019 przez trzy kadencje był przedstawicielem 8. okręgu wyborczego w stanie Minnesota w Izbie Reprezentantów Stanów Zjednoczonych.